# Altocumulus floccus
Los altocumulus floccus o, en castellano, altocúmulos floccus son nubes medias de la familia B.

## Aspecto general
Son inconfundibles, ya que suelen aparecer como copos o trozos de algodón unidos entre sí, lo que, de forma común, se suele llamar "cielo aborregado" o "enlosetado", como un cielo algodonoso.

## Formación
Se suelen formar por la elevación de una gran masa húmeda de aire, por lo que suelen traer consigo un frente frío en un lapso de unas horas. Suelen formarse a temperaturas de -10 grados en torno a 4 kilómetros de altitud por la unión de gotas de agua en estado de subfusión y pequeños cristales de hielo debidos a las bajas temperaturas, que le dan a veces un color más blanquecino que grisáceo a la nube, y todo depende de la temperatura en las capas altas.

## Tiempo que anuncian
Suelen indicar la elevación de una masa considerable de aire húmedo, por lo que suelen portar un frente frío consigo. También suelen indicar que hay cierta inestabilidad en torno al nivel en el cual se encuentran las nubes, probablemente entre este aire frío y el aire caliente que había en la anterioridad, ya que se forman por la unión de cristales helados (frente frío) y gotas subfundidas, casi líquidas (frente cálido). En invierno suelen anunciar lluvias o nieves inminentes, si bien es probable que este cambio se pueda noticiar en un lugar, el frente puede pasar desapercibido, o puede ocurrir a kilómetros. 
Si se forman en una mañana de verano con un ambiente húmedo, indican posibles tormentas de mediana severidad de cara a la tarde en ese mismo día, ya que hay inestabilidad entre las masas de aire. Si bien, si la mañana no es húmeda o no posee un desarrollo de éstos, probablemente la probabilidad de tormentas sea nula.

## Morfología
La forma de copo que tienen estas nubes, a veces también de algodón, no tiene una explicación muy clara y demostrada, pero se cree que se debe al rozamiento entre las corrientes frías y calientes, que las disponen de esa manera, uniéndose las gotas en subfusión y los cristales y formándose, en esa unión cada nube. 

## Altitud a la que se forman
Los Altocumulus Floccus suelen tener base a unas altitudes de en torno a 3 kilómetros, y suelen encontrar su tope en torno a los 4-5 kilómetros de altitud, si bien en la zona cálida terrestre, se llegan a ver hasta los 7 kilómetros de altitud, altitud en la que se alcanzan las temperaturas necesarias, de en torno a -10 grados.

## Situación en la que se forman
Se suelen formar a una altitud de en torno a 3-5 kilómetros normalmente, por lo que las temperaturas son muy bajas.
Se forman a unas temperaturas de en torno a -10°C, y suelen estar compuestos de gotas de agua subfundidas, achacas a frentes cálidos, ya que éstos elevan las temperaturas en las capas altas, que hacen que las gotas se fundan, aunque suelen poseer también cristales de hielo, que traen frentes fríos, ya que bajan la temperatura de las capas altas, que hacen que las gotas cristalicen.